# Bhadreswar
Bhadreswar é uma cidade e um município no distrito de Hugli, no estado indiano de Bengala Ocidental.

## Geografia
Bhadreswar está localizada a 22° 49′ N, 88° 21′ L. Tem uma altitude média de 2 metros (6 pés).

## Demografia
Segundo o censo de 2001, Bhadreswar tinha uma população de 105 944 habitantes. Os indivíduos do sexo masculino constituem 55% da população e os do sexo feminino 45%. Bhadreswar tem uma taxa de literacia de 74%, superior à média nacional de 59,5%; a literacia é de 59% no sexo masculino e 41% no sexo feminino. 10% da população está abaixo dos 6 anos de idade.